# Круглов, Николай Петрович
Никола́й Петро́вич Кругло́в (укр. Микола Петрович Круглов; род. 10 ноября 1950 года, село Штукар, Веселиновский район, Николаевская область) — народный депутат Украины 7-го созыва (округ № 132, с 15 января 2014). Почетный гражданин Николаева. Председатель Николаевской областной государственной администрации в 2010—2014 годах. Член Партии регионов (ноябрь 2000 — декабрь 2014).

## Биография
Родился 10 ноября 1950 года в селе Штукар, Веселиновского района, Николаевской области. В 1972 году окончил Одесское высшее инженерное морское училище по специальности «Автоматизация теплоэнергетических процессов». В 1992 году окончил Академию народного хозяйства при Совете Министров СССР, специальность «Экономика».
Жена Зоя Евгеньевна (род. 1950) — заместитель главного врача горбольницы; дочь Елена (род. 1971) — судья.

## Карьера
- В 1972—1973 годах — 4-й механик судов Азовского морского пароходства (город Мариуполь).
- В 1973—1985 годах — конструктор 3-й категории ПКБ «Электрогидравлика» (город Николаев), старший инженер, главный инженер отдела спецработ, начальник сантехнического отдела филиала института «Укрколхозпроект», начальник сектора отдела охраны природы ПКБ «Тор» (город Николаев), начальник сантехнического отдела, отдела комплексного проектирования филиала института «Укрколхозпроект».
- В 1985—1987 годах — инструктор отдела пропаганды и агитации Ленинского райкома КПУ города Николаева; заместитель председателя Ленинского райисполкома города Николаева, председатель плановой комиссии Ленинского райсовета народных депутатов.
- В 1987—1988 годах — помощник председателя Николаевского облисполкома.
- В 1988—1991 годах — первый заместитель председателя облплана, начальник отдела, заместитель начальника Главного планово-экономического управления Николаевского облисполкома.
- С февраля 1991 по март 1992 года — первый заместитель председателя Николаевского горисполкома.
- С марта 1992 по январь 1995 года — первый заместитель главы по вопросам управления территорией Николаевской облгосадминистрации.
- С июля 1994 года — первый заместитель председателя, Николаев. облисполком.
- С 19 июля 1995 — и.о. председателя[3], с 8 августа 1996 по 23 мая 1997 года — председатель Николаевской облгосадминистрации[4][5].
- С 23 мая по 17 июля 1997 года — Министр транспорта Украины[6][7].
- С 17 июля 1997 по 23 ноября 1999 года — председатель Николаевской облгосадминистрации[8][9].
- В 2000—2001 годах — первый заместитель председателя Государственной налоговой администрации в Николаевской области.
- В 2001—2002 годах — помощник Председателя Государственной налоговой администрации Украины.
- С декабря 1995 по июль 2000 года — Член Комиссии по вопросам морской политики при Президенте Украины

С апреля 2002 по март 2006 года — Народный Депутат Украины 4-го созыва, избран по избирательному округу № 130, Николаевская область. Самовыдвижение. За 17,82 %, 13 соперников. На время выборов: помощник председателя Государственной налоговой администрации Украины, член Партии регионов. Член фракции «Единая Украина» (май — июнь 2002), член группы «Европейский выбор» (июнь — сентябрь 2002), член фракции «Регионы Украины» (сентябрь 2002 — сентябрь 2005), член фракции Партии «Регионы Украины» (с сентября 2005). Член Комитета по вопросам строительства, транспорта, жилищно-коммунального хозяйства и связи (с июня 2002).
Народный Депутат Украины 5-го созыва с апреля 2006 по ноябрь 2007 года от Партии регионов, № 40 в списке. На время выборов: народный депутат Украины, член ПР. Заместитель председателя Комитета по вопросам финансов и банковской деятельности (с июля 2006), член фракции Партии регионов (с мая 2006).
Народный Депутат Украины 6-го созыва с ноября 2007 года от Партии регионов, № 39 в списке. На время выборов: народный депутат Украины, член ПР. Член фракции Партии регионов (с ноября 2007), Первый заместитель председателя Комитета по вопросам налоговой и таможенной политики (с декабря 2007), член Специальной контрольной комиссии ВР Украины по вопросам приватизации (с декабря 2007).
22 февраля 2014 года вышел из Партии регионов.  После этого сделал заявление о вождизме в Партии регионов и обвинил ее в изменении ранее заявленного курса на евроинтеграцию.
В 2020 году баллотируется в мэры Николаева от «Нашего края».

## Участие в повторных выборах 2013
5 сентября 2013 года во время вечернего заседания Верховной Рады Украины был рассмотрен и принят законопроект № 2971-д «О повторных выборах народных депутатов Украины в одномандатных избирательных округах № 94, 132, 194, 197, 223», согласно которому выборы назначены на 15 декабря 2013 года.
21 октября 2013 года Николай Круглов подтвердил свое намерение баллотироваться в народные депутаты по 132 мажоритарному округу с центром в г. Первомайск, Николаевская область.
1 ноября 2013 года Центральная избирательная комиссия Украины зарегистрировала Николая Круглова кандидатом в народные депутаты Украины в 132 в одномандатном избирательном округе в качестве самовыдвиженца.
15 декабря 2013 года состоялись повторные выборы в «проблемных» округах, в том числе и на 132 округе. В результате обработки 100 % голосов, самовыдвиженец Николай Круглов набрал 47,85 % или 32 тыс. 947 избирателей.

## Награды
- Орден «За заслуги» III (сентябрь 1997)[15], II ст. (ноябрь 2004), I степеней (ноябрь 2010)[16].
- Медаль «За заслуги» (Украинский союз ветеранов Афганистана).
- Юбилейная медаль «300 лет Российскому флоту».
- Почетная грамота Кабинета Министров Украины (декабрь 2003).
- Почетная грамота Верховной Рады Украины (ноябрь 2005).